# اوبرلین (لوئیزیانا)
اوبرلین (به انگلیسی: Oberlin) شهری در ایالت لوئیزیانا کشور ایالات متحده آمریکا است که جمعیت آن در سرشماری سال ۲۰۱۰ میلادی، ۱٬۷۷۰ نفر بوده‌است.